# We Got the Beat
«We Got the Beat» es una canción grabada por la banda de rock estadounidense The Go-Go's. Escrito por Charlotte Caffey la guitarrista principal del grupo, la banda grabó la canción en 1980 y fue lanzado en julio como un sencillo en el Reino Unido en Stiff Records. El sencillo de la canción lanzado trajo la ¿credibilidad de metro? en el Reino Unido. La canción fue número 35 en Alto Palermo. Hot Dance Club Play ¿tabla? debido a la popularidad de la canción en los clubes como de ¿importación?.
Al año siguiente The Go-Go's re-grabó la canción para su álbum debut Beauty and the Beat. Publicado en enero de 1982 como segundo sencillo del álbum, "We Got the Beat" se convirtió en el mayor éxito de The Go-Go's, de pasar tres semanas en el número dos en los EE.UU. Billboard Hot 100, detrás de Joan Jett & the Blackhearts' "I Love Rock 'n Roll". Fue durante el tiempo de la canción en el top ten de que Beauty and the Beat superó los EE.UU. Billboard 200.
¿La hora en sólo dos años y la mitad de los minutos?, la canción es inmediatamente reconocible por su introducción de batería. Líricamente, la canción es una oda sencilla a bailar a un buen ritmo, pasando el rato, y verse bien. En línea con la tendencia de la década de 1960 también se observa ¿reactivación? en bandas como The B-52's, The Rezillos, y numerosos powerpop y ska bandas de ¿reactivación?, "We Got the Beat" se menciona en varias danzas a principios de los 60, como por ejemplo The Pony, The Watusi y Go-Go dancing (que también podría interpretarse como una auto-referencia). El vídeo musical de la canción recibió un airplay ¿pesado? en MTV en el momento y consistió en un simple concierto en vivo de la canción y ha ganado una mayor exposición al ser utilizado en la secuencia de apertura de Amy Heckerling dirigido por la película Fast Times at Ridgemont High (1982). ¿La canción está en cromática menor?.
"We Got the Beat" fue nombrado uno de 500 canciones que formaron el rock and roll del Salón de la Fama del Rock.

## Versiones
- La banda de Hardcore Punk Poison Idea hizo una versión de la canción como el lado B de su sencillo de 1989 Plastic Bomb.
- La banda de Rock alternativo Chainsaw Kittens grabó una versión de la canción para su álbum del 2000 The All American.
- Donna Air en su dúo de pop, Crush hizo una versión de esta canción en su primer álbum.
- El grupo femenino Girl Authority hicieron una versión de la canción para su álbum homónimo del 2006
- En St Trinian's 2: The Legend of Fritton's Gold, la canción es una versión durante un flash mob.
- Sharon Leal, Ashley Tisdale y Heather Hemmens de la serie de televisión de The CW Hellcats hicieron una versión de esta canción en el episodio "Back of a Car".
- El elenco Glee hicieron una versión de la canción en el estreno de la tercera temporada "The Purple Piano Project" que se emitió el 20 de septiembre de 2011. El cover también es interpretado en un teaser de la tercera temporada donde esta el elenco golpeado con dodgeballs.
- El grupo industrial Bile grabó una versión de la canción para su álbum de 2002 The Copy Machine.
- Debby Ryan hizo una versión de la canción en la Disney Channel Original Movie Radio Rebel.

## Parodias
- La canción fue parodiada como "We Got the Bee" para la película de DreamWorks Animation Bee Movie.
- La canción fue parodiada como "We Got the Gifts" para una campaña publicitaria de Navidad de 1999 de Foley's.
- El episodio piloto de la década de 1980 de Alvin y las Ardillas, la serie de televisión presentó esta canción parodiado como "We Aim to Please".

## Apariciones en otros medios
- Esta canción se puede jugar en Guitar Hero Encore: Rocks the 80s.
- Esta canción se puede jugar en Rock Band 2 como una pista principal, pero ligeramente alterada para el juego.
- Esta canción está disponible para jugar en Dance Dance Revolution: Hottest Party
- Esta canción suena durante los créditos de Romy & Michele's High School Reunion
- Esta canción suena durante la secuencia de apertura de Fast Times at Ridgemont High
- Esta canción suena en la película 2001 Jimmy Neutron: Boy Genius
- Esta canción también aparece en la banda sonora de Brimstone & Treacle
- Esta canción está en un episodio de "Samantha Who?" llamado "The Restraining Order".
- Esta canción es interpretada por el elenco de Glee en el primer episodio de la temporada 3 de la serie de TV de Fox.
- Esta canción es interpretada por Debby Ryan en la película 2012 Radio Rebel.

## Posicionamiento
| Tabla (1981)                            | Máxima posición |
| --------------------------------------- | --------------- |
| EE.UU. Billboard Hot Dance Club Play    | 35              |
| Tabla (1982)                            | Máxima posición |
| EE.UU. Billboard Hot 100                | 2               |
| EE.UU. Billboard Mainstream Rock Tracks | 7               |
| Canadian Singles Chart                  | 3               |

## Legado
La canción fue utilizada en un título del episodio de la exitosa serie adolescente Degrassi: The Next Generation. El episodio se centró en el baile debutante del personaje de Manny. También fue una pista para jugar en Rock Band 2.

## Listado de la pista
1. «We Got the Beat»
2. «Can't Stop the World»